# Новый Кипшак
Новый Кипшак — упразднённый аул в Марьяновском районе Омской области России. На момент упразднения входит в состав Москаленского сельского поселения. Исключён из учётных данных в 2000 году.

## География
Располагался на востоке района, в 1,5 км (по прямой) к востоку от аула Домбай.

## История
Постановлением заксобрания Омской области от 29 сентября 2000 года № 198 аул исключён из учётных данных.

## Хозяйство
По данным на 1991 г. аул являлся участком отделения зерносовхоза «Российский».